# كريستوفر جونز
كريستوفر جونز (بالإنجليزية: Christopher Jones)‏ (و. 1941 – 2014 م) هو ممثل، وممثل تلفزيوني، من الولايات المتحدة الأمريكية، ولد في جاكسون، توفي في لوس ألاميتوس، أورانج، كاليفورنيا، عن عمر يناهز 73 عاماً.

## وصلات خارجية
- كريستوفر جونز على موقع IMDb (الإنجليزية)
- كريستوفر جونز على موقع أول موفي (الإنجليزية)
- كريستوفر جونز على موقع قاعدة بيانات برودواي على الإنترنت (الإنجليزية)
- كريستوفر جونز على موقع قاعدة بيانات الأفلام السويدية (السويدية)
- كريستوفر جونز على موقع إن إن دي بي (الإنجليزية)
- كريستوفر جونز على موقع قاعدة بيانات الفيلم (الإنجليزية)
- كريستوفر جونز على موقع كينوبويسك (الروسية)